# Trichostomum tortuloides
Trichostomum tortuloides là một loài rêu trong họ Pottiaceae. Loài này được Sull. & Lesq. mô tả khoa học đầu tiên năm 1859.